# Lego Island
LEGO Island é um jogo de computador lançado em 26 de setembro de 1997, desenvolvido e publicado pela Mindscape, para a plataforma PC.
Foi a primeira investida da LEGO no segmento de jogos eletrônicos e vendeu mais de um milhão de cópias naquele mesmo ano.

## Características
O jogo permite uma série de atividades como a de construir e de disputar corridas com carros, skates, jet-skis e voo, utilizando blocos LEGO virtuais.
- Faixa etária: 3+
- Número máximo de jogadores: 1
- Jogável em rede: Não
- Gênero: Simulação
- Desenvolvedor: Mindscape
- Editor: Mindscape